# Hernán Fredes
Hernán Daniel Fredes (ur. 27 marca 1987 w Avellaneda w prowincji Buenos Aires) – argentyński piłkarz, grający na pozycji pomocnika.

## Kariera piłkarska

### Kariera klubowa
Wychowanek klubu Independiente, w którym w 2006 rozpoczął karierę piłkarską. Kiedy 3 lipca 2009 został wykupiony z Metalista Charków Walter Acevedo, do Metalista został wypożyczony Hernán Fredes.